# Mjóafjarðarvegur
Der Mjóafjarðarvegur  ist eine Nebenstraße im Osten von Island.
Diese 47 km lange Stichstraße führt von der Ringstraße  südlich von Egilsstaðir in den Mjóifjörður.
Bei dieser Abzweigung ist auch eine Station zur Verkehrsbeobachtung.
Ein Bild zeigt den Mjóafjarðarvegur.
Auf der Mjóafjarðarheiði erreicht die Straße eine Höhe von 578 m.
Hier oben überbrückt er auch die Fjarðará, die an einem der Bræðravötn entspringt und zum größten Fluss in dem Fjord wird.
Über diverse Spitzkehren führt die Straße runter in den Fjord.
Dort verläuft sie am Nordufer und wird im Brekkuþorp zum Brekkuvegur 9509.
Der nach Osten abzweigende Abschnitt des Mjóafjarðarvegurs bis zum Leuchtturm von Dalatangi ist 15 km lang und zur Lokalen Einfallstraße herabgestuft.
Auch wenn diese Straße keine Hochlandstraße ist, so ist sie doch nicht ganzjährig befahrbar.
So war die Straße seit Oktober 2019 fast durchgängig unbefahrbar und konnte erst am 20. Mai 2020 wieder geräumt werden.
Dabei betrug die Schneehöhe noch bis zu 5 Meter.
Der Ort Brekkuþorp im Fjord wird im Winter zweimal in der Woche mit einer Fähre aus Neskaupstaður angefahren.
Ein Plan für die Fjarðarheiðargöng sah einen Tunnel von Seyðisfjörður in den Mjóifjörður vor und einen zweiten Tunnel von dort zur Ringstraße.
Ein dritter Tunnel sollte eine direkte Verbindung nach Neskaupstaður sein.
Dazu müsste eine neue Straße am Südufer des Fjordes angelegt werden
Jetzt wird ein direkter Tunnel zwischen Seyðisfjörður und Egilsstaðir geplant.